# Lubnów (Trzebnica)
Pour les articles homonymes, voir Lubnów.
Lubnów est une localité polonaise de la gmina d'Oborniki Śląskie, située dans le powiat de Trzebnica en voïvodie de Basse-Silésie.